# Kępa (Rogaczówek)
Kępa – kolonia wsi Rogaczówek w Polsce, położona w województwie łódzkim, w powiecie radomszczańskim, w gminie Żytno.
W latach 1975–1998 kolonia administracyjnie należała do województwa częstochowskiego.
Od 2013 roku w lipcu odbywa się tam rockowy Festiwal Orle Gniazdo.